# Volvo Concept Coupé
Volvo Concept Coupé – samochód koncepcyjny o napędzie hybrydowym marki Volvo Car Corporation, którego prezentacja odbyła się podczas targów motoryzacyjnych we Frankfurcie we wrześniu 2013 roku jako koncept następcy Volvo C70. 

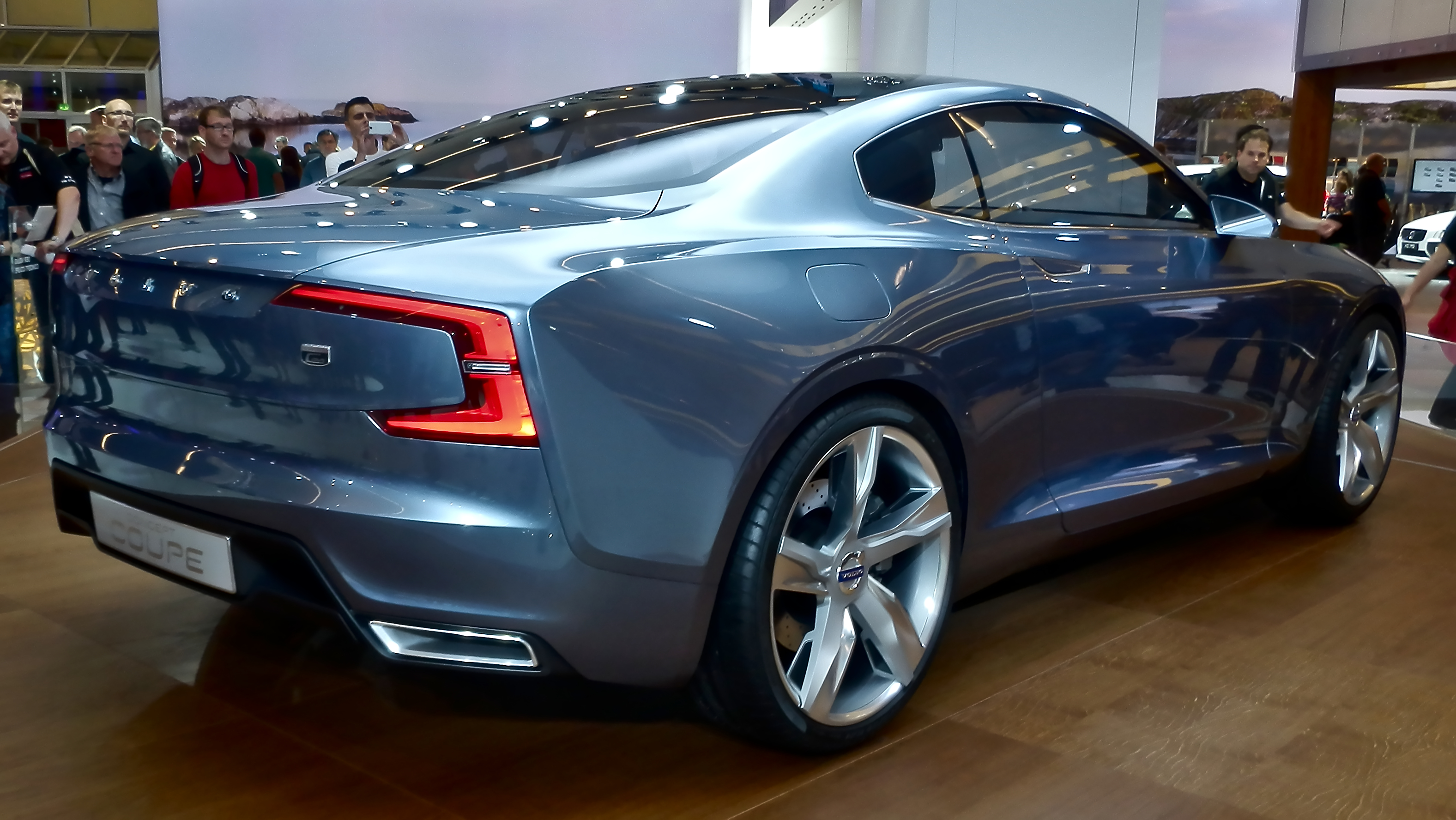
Tył Concept Coupe

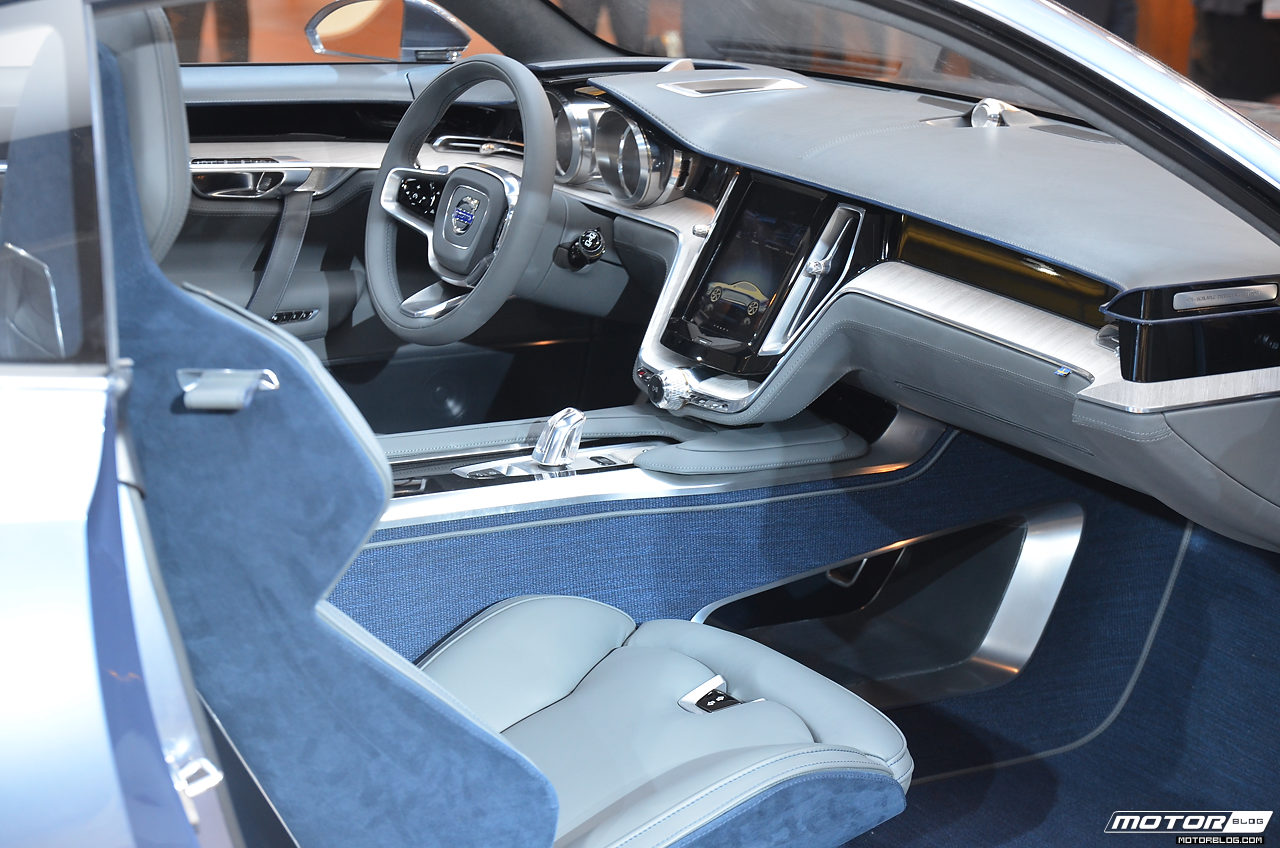
Wnętrze Concept Coupe

Auto zostało zbudowane na nowej płycie podłogowej SPA (Scalable Product Architecture). Koncept nawiązuje do Volvo P1800. Pojazd posiada trzybryłowe nadwozie z długą maską silnika.

## Stylistyka
Samochód charakteryzuje się agresywnym przodem z oryginalnymi reflektorami wykonanymi w technologii LED w kształcie położonej litery "T" oraz chromowaną atrapą chłodnicy. Pojazd posiada przeszklony dach. Z tyłu pojazd posiada reflektory w kształcie litery "C" oraz dwie końcówki układu wydechowego. Auto osadzono na 21-calowych felgach.

## Wnętrze
We wnętrzu pojazdu zamontowano tradycyjne zegary z dużym dotykowym wyświetlaczem umieszczonym w konsoli centralnej. Wnętrze obszyto skórą, która współgra z drewnianymi i aluminiowymi dodatkami.

## Silnik
Auto napędzane jest układem hybrydowym stanowiącym silnik benzynowy o pojemności dwóch litrów Drive-E wspomagany sprężarką i turbodoładowaniem, który napędza przednią oś pojazdu oraz silnik elektryczny odpowiadający za napęd tylnej osi auta. Łączna moc układu wynosi około 405 KM i 600 Nm.